# Метевбашівська сільська рада
Метевба́шівська сільська рада (рос. Метевбашевский сельский совет) — муніципальне утворення у складі Белебеївського району Башкортостану, Росія. Адміністративний центр — село Метевбаш.

## Населення
Населення — 870 осіб (2019, 1087 в 2010, 954 в 2002).

## Склад
До складу поселення входять такі населені пункти:
| Населений пункт   | Населення, осіб (2002) | Населення, осіб (2010) |
| ----------------- | ---------------------- | ---------------------- |
| Акбасар, присілок | 131                    | 149                    |
| Аккаїн, присілок  | 136                    | 149                    |
| Метевбаш, село    | 687                    | 789                    |